# کرول کورپوریشن
کرول کورپوریشن (انگلیسی: Kroll Corporation) شرکت خدمات حرفه‌ای آمریکایی است، که در سال ۱۹۷۲ تأسیس شد.

## امنیت مرکز تجارت جهانی و برج سیرز
پس از بمب گذاری در مرکز تجارت جهانی در سال 1993، کرول مسئول تجدید امنیت مرکز تجارت جهانی شد. کرول همچنین مسئول
امنیت برج سیرز در شیکاگو شد پس از حملات 11 سپتامبر 2001. کمی قبل از حملات 11 سپتامبر، شرکت کرول، با هدایت جروم
هاور که مدیر عامل گروه مدیریت بحران و مشاوره کرول بود، جان پاتریک اونیل را به عنوان رئیس امنیت مرکز تجارت جهانی
استخدام کرد. اونیل بازپرس ویژه سابق اف بی آی بود و در شبکه القاعده، که مسئول بمب گذاری سال 1993 بود، تخصص داشت